# Gyromite
Gyromite (japanskt namn: Robot Gyro) är ett TV-spel från 1985 utvecklat av Nintendo för Nintendo Entertainment System. Det är ett av endast två spel som designades att användas med tillbehöret R.O.B. och såldes endast i paket tillsammans med det.

## Spelet handling och mål
Huvudkaraktärerna i spelet är professor Hector och hans assistent professor Vector. De två rör sig med hjälp av R.O.B. genom sidoskrollande plattformsbanor där dynamit och ödlor hotar.
R.O.B.:s roll är att kontrollera de röda och blå grindarna som hindrar professorernas framfart.

### Fotnoter
1. 1 2  ”Gyromite”. NES DB. 28 februari 1985. Arkiverad från originalet den 6 juni 2014. https://web.archive.org/web/20140606233415/http://www.nesdb.se/game_more.php?id=636&rid=1. Läst 3 maj 2014.